# Phaeogenes pfefferi
Phaeogenes pfefferi är en stekelart som beskrevs av Teunissen 1972. Phaeogenes pfefferi ingår i släktet Phaeogenes och familjen brokparasitsteklar. Inga underarter finns listade i Catalogue of Life.